# Фомін Михайло Олександрович
Михайло Олександрович Фомін (нар. 1981, Миколаїв, УРСР) — український альпініст.
Фомін з юності піднімався разом із батьком у Кримські гори . Пізніше в складі експедицій місцевого альпіністського клубу до гір Кавказу, Паміра та Тянь-Шаня .
У 2011 році він вперше привернув увагу відкриттям нового маршруту до південної вершини Ушби . Разом зі своїми земляками Ігорем Чаплинським та Віталієм Тодоренком він перетнув південний стовп по новому маршруту Характерник(С1, 6с, А3, 800 Гм) і через п'ять днів перетнув гору в альпійському стилі. Восени 2014 роки йому вдалося разом з Микитою Балабановим і В'ячеславом Полежайко першопроходження Північно — Західного гребня Langshisa Ri по новому маршруту Snow Queen (ED, M5, WI4 1500 Нм). Вони спустилися через південну стіну, проходження зайняло вісім днів. З 18 по 23 жовтня 2015 Фомін разом з Балабановим відкрили новий маршрут по Північно-Західній стіні Talung Magnum Force (M6, AI6, A3, на всьому маршруті ED2, 2350m, 1700 Hm), 2015. Фомін і Балабанов були нагороджені в 2016 році найпрестижнішою премією у світі Альпінізму — Золотий льодоруб.
Фомін одружений, батько сина та працює в галузі інформаційних технологій.

## Знакові сходження
- 2014 Ланшіса Рі 6427м (Лангтанг, Гімалаї) першопроходження 6А кат. складності по Ц. контрфорсу СЗ стіни у трійці (з М.Балабановим і В.Полежайко). Один з перших українських маршрутів у Гімалаях, схожених у альпійському стилі (без обробки, без нічого, за один вихід).
- 2015 Талунг 7349 м по ССЗ ребру 6Б кат. складності першопроходження у альпійському стилі у двійці з М. Балабановим. Сходження визнане кращим у 2015 році багатьма міжнародними преміями (в тому числі Piolet d'Or, найпрестижнішою премією у світі альпінізму).
- 2021 Аннапурна III (7555м) по південно східному гребеню у складі української експедиції з В'ячеславом Полежайко та Микитою Балабановим[5]